# Applewold
Applewold är en kommun av typen borough i Armstrong County i Pennsylvania. Vid 2010 års folkräkning hade Applewold 310 invånare.